# 福島春樹
福島 春樹（ふくしま はるき、1993年4月8日 - ）は、愛知県瀬戸市出身の元プロサッカー選手。現役時代のポジションはゴールキーパー（GK）。既婚。

## 経歴

### プロ入り前
静岡学園で2011年に全国高等学校総合体育大会（インターハイ）に準優勝、優秀選手に選ばれる。同学年には伊東幸敏、長谷川竜也、木本恭生がいた。
2012年に進学した専修大学では1年目の春からレギュラーに定着し、2014年までの関東大学1部リーグ4連覇に貢献、2013年、2014年と2年連続でリーグベストイレブンに選ばれた。
2013年にはU-20日本代表に選出され東アジア競技大会で2試合に出場。全日本大学選抜の主将を務めた2014年のデンソーカップチャレンジサッカーでは、GKとして2008年の東口順昭以来となるMVPを受賞した。ユニバーシアード日本代表の一員として出場した2015年のユニバーシアードでは銅メダルを獲得。

### 浦和レッズ
2015年1月29日、2016年シーズンからの浦和レッズ加入内定が同クラブより発表された。正式加入に先立ち2015年は特別指定選手として同クラブに帯同。
2016年に浦和に加入。
ガイナーレ鳥取
2016年6月27日、J3リーグのガイナーレ鳥取への育成型期限付き移籍が発表された。移籍期間は2016年7月1日から2017年1月31日まで。7月3日のJ3第15節グルージャ盛岡戦にてJリーグ公式戦に初出場した。9月7日、天皇杯二回戦大宮アルディージャ戦にてカップ戦初出場した。10月30日に行われたJ3リーグ第27節・ガンバ大阪U-23戦にて負傷し、11月11日に右膝前十字靭帯断裂と半月板損傷で全治約8カ月の診断と発表された。
浦和復帰
2016年12月7日、2017シーズンからの浦和復帰が発表された。
2018年4月4日、ルヴァン杯グループステージサンフレッチェ広島戦で浦和での公式戦初出場。この試合では好セーブを連発し無失点に抑えた。
2019年11月1日、第30節鹿島アントラーズ戦でJ1初出場を果たした。11月10日のACL決勝1stレグアル・ヒラル戦で、ACL初出場を飾る。同試合では元イタリア代表のセバスティアン・ジョヴィンコの決定的なシュートを防ぐなど好セーブを連発したが、ペルー代表のアンドレ・カリージョに決められそのまま0-1で1stレグを終えた。試合後にはサウジアラビアのメディアに好セーブを称賛された。ただ、ACL決勝2ndレグでは出場停止から復帰した西川周作が出場したため、ベンチから見守る形となった。
2020シーズンは飛躍の昨季から一転。怪我などもあってベンチから外れる試合も増え、自身の負傷中に台頭した鈴木彩艶と第2GKを争ったが、シーズン通してリーグ戦の出場は無かった。
京都サンガ
2020年12月28日、京都サンガに期限付き移籍で加入。しかし若原智哉と清水圭介、太田岳志に次ぐ4番手であり、シーズン終了まで立場は変わらず、シーズン通しての出場は無かった。2021年11月、契約満了により浦和を退団した。12月29日には京都からの退団も発表された
2022年2月8日、現役引退、並びに浦和レッズのプレミアムパートナーである文化シヤッター株式会社に3月から入社することが発表された。福島はクラブを通じ「昨年度を持って引退する決断をしました。7年という短い間でしたが、浦和の選手としてプレーできたことに誇りを持っています。どんなときも応援してくださったファン・サポーターのみなさまには感謝しかありません。本当にありがとうございました。これからは文化シヤッター株式会社にて、第二の人生を歩んで行きたいと思います。サラリーマン福島春樹として頑張ります！」とコメントした。

## 所属クラブ
- 瀬戸NFC
- カワムラFC (瀬戸市立水無瀬中学校)
- 静岡学園高校
- 専修大学
  - 2015年 浦和レッズ（特別指定選手）
- 2016年 - 2021年  浦和レッズ
  - 2016年7月 - 同年12月  ガイナーレ鳥取（期限付き移籍）
  - 2021年  京都サンガF.C.（期限付き移籍）

## 個人成績
| 国内大会個人成績 | 国内大会個人成績 | 国内大会個人成績 | 国内大会個人成績 | 国内大会個人成績 | 国内大会個人成績 | 国内大会個人成績 | 国内大会個人成績 | 国内大会個人成績 | 国内大会個人成績 | 国内大会個人成績 | 国内大会個人成績 |
| 年度             | クラブ           | 背番号           | リーグ           | リーグ戦         | リーグ戦         | リーグ杯         | リーグ杯         | オープン杯       | オープン杯       | 期間通算         | 期間通算         |
| 年度             | クラブ           | 背番号           | リーグ           | 出場             | 得点             | 出場             | 得点             | 出場             | 得点             | 出場             | 得点             |
| 日本             | 日本             | 日本             | 日本             | リーグ戦         | リーグ戦         | リーグ杯         | リーグ杯         | 天皇杯           | 天皇杯           | 期間通算         | 期間通算         |
| ---------------- | ---------------- | ---------------- | ---------------- | ---------------- | ---------------- | ---------------- | ---------------- | ---------------- | ---------------- | ---------------- | ---------------- |
| 2016             | 浦和             | 28               | J1               | 0                | 0                | 0                | 0                | -                | -                | 0                | 0                |
| 2016             | 鳥取             | 39               | J3               | 14               | 0                | -                | -                | 2                | 0                | 16               | 0                |
| 2017             | 浦和             | 28               | J1               | 0                | 0                | 0                | 0                | 0                | 0                | 0                | 0                |
| 2018             | 浦和             | 28               | J1               | 0                | 0                | 3                | 0                | 0                | 0                | 3                | 0                |
| 2019             | 浦和             | 25               | J1               | 1                | 0                | 0                | 0                | 1                | 0                | 2                | 0                |
| 2020             | 浦和             | 25               | J1               | 0                | 0                | 1                | 0                | -                | -                | 1                | 0                |
| 2021             | 京都             | 1                | J2               | 0                | 0                | -                | -                | 0                | 0                | 0                | 0                |
| 通算             | 日本             | 日本             | J1               | 1                | 0                | 4                | 0                | 1                | 0                | 6                | 0                |
| 通算             | 日本             | 日本             | J2               | 0                | 0                | -                | -                | 0                | 0                | 0                | 0                |
| 通算             | 日本             | 日本             | J3               | 14               | 0                | -                | -                | 2                | 0                | 19               | 0                |
| 総通算           | 総通算           | 総通算           | 総通算           | 15               | 0                | 4                | 0                | 3                | 0                | 25               | 0                |

- 2015年は特別指定選手

| 国際大会個人成績 | 国際大会個人成績 | 国際大会個人成績 | 国際大会個人成績 | 国際大会個人成績 | FIFA      | FIFA      |
| 年度             | クラブ           | 背番号           | 出場             | 得点             | 出場      | 得点      |
| AFC              | AFC              | AFC              | ACL              | ACL              | クラブW杯 | クラブW杯 |
| ---------------- | ---------------- | ---------------- | ---------------- | ---------------- | --------- | --------- |
| 2016             | 浦和             | 28               | 0                | 0                | -         | -         |
| 2017             | 浦和             | 28               | 0                | 0                | 0         | 0         |
| 2019             | 浦和             | 25               | 1                | 0                | -         | -         |
| 通算             | AFC              | AFC              | 1                | 0                | 0         | 0         |

- Jリーグ初出場 - 2016年7月3日 J3第15節 グルージャ盛岡戦 (いわぎんスタジアム)

## タイトル

### クラブ
専修大学
- 関東大学サッカーリーグ戦1部：3回（2012年、2013年、2014年）
- アミノバイタルカップ：1回（2014年）

浦和レッズ
- 天皇杯 JFA 全日本サッカー選手権大会：1回（2018年）
- AFCチャンピオンズリーグ：1回（2017年）
- スルガ銀行チャンピオンシップ：1回（2017年）

### 個人
- 全国高等学校総合体育大会 優秀選手：1回（2011年）
- 関東大学サッカーリーグ戦1部 ベストイレブン：2回（2013年、2014年）
- デンソーカップチャレンジ MVP：1回（2014年）

## 代表・選抜歴
- 2012年 デンソーカップチャレンジ関東選抜B
- 2013年 U-20日本代表
- 2013年-2014年 デンソーカップチャレンジ全日本選抜
- 2015年 ユニバーシアード日本代表